# Serious game
Termen serious game myntades före datorspelens utbredning. Clark Abt diskuterade idén och använde termen i sin bok Serious Games,, som publicerades av Viking Press år 1970. I boken användes dock termen mest på bräd- och kortspel, men hans definition används även på datorspel idag:
| ”                 | Reduced to its formal essence, a game is an activity among two or more independent decision-makers seeking to achieve their objectives in some limiting context. A more conventional definition would say that a game is a context with rules among adversaries trying to win objectives. We are concerned with serious games in the sense that these games have an explicit and carefully thought-out educational purpose and are not intended to be played primarily for amusement. | „ |
| – Clark Abt, 1970 | |   |

Serious games är spel som primärt är skapade för ett annat syfte än underhållning. "Serious" kommer från att man använder sig av spel för någon form av utbildning eller kompetensutveckling. Spelen är forskningsbaserade och har därför tydliga mål och lärande som ska uppnås. Den som spelar/undervisas kommer att ha en central roll i spelen. Spelen är skapade för bestämda sammanhang och situationer där man vill uppnå ett specifikt lärande. Serious games är alltså spel som inte har underhållning eller nöje som det största syftet utan fokuseras på olika lärande. Serious games har många likheter med simulationsspel, men där syftet läggs mer på det pedagogiska värdet. Serious games ger utövarna stora möjligheter för lärande, men eftersom serious games är så inriktad på ett visst lärande kan de också motverka läranden. Forskare menar att serious games inte ger utövarna möjlighet att själv tolka och urskilja informationen utan informationen kommer färdig och kan bara tillämpas. Medan andra forskare menar att kombinera kunskap med ett spel kan leda till ett mer effektivare lärande. Serious games produceras för alla sorters lärande och kan därför vara ett bra alternativ inom förskola, skola och andra utbildningssyften.